# Escut de Benirredrà
L'escut de Benirredrà és un símbol representatiu oficial de Benirredrà, municipi del País Valencià, a la comarca de la Safor. Té el següent blasonament:
| « | Escut quadrilong de punta redona. Partit. Al primer quarter, en camp d'atzur, una graella d'argent. Al segon quarter, en camp de gules, tres cards d'or. Al timbre, corona reial oberta. | » |

## Història
L'escut fou aprovat per Resolució de 29 de setembre de 2005, publicada en el DOGV núm. 5.120, de 24 d'octubre de 2005.
La graella és el símbol del martiri de sant Llorenç, patró del poble. Al costat, el senyal parlant dels comtes de Cardona, antics senyors de Benirredrà.